# Онето, Ванина
Ванина Паула Онето (исп. Vanina Paula Oneto, 15 июня 1973, Сан-Фернандо, Аргентина) — аргентинская хоккеистка (хоккей на траве), нападающий. Серебряный призёр летних Олимпийских игр 2000 года, бронзовый призёр летних Олимпийских игр 2004 года, чемпионка мира 2002 года, серебряный призёр чемпионата мира 1994 года, бронзовый призёр чемпионата мира 2006 года, чемпионка Америки 2001 года, трёхкратная чемпионка Панамериканских игр 1991, 1995 и 1999 годов.

## Биография
Магдалена Айсега родилась 15 июня 1973 года в аргентинском муниципалитете Сан-Фернандо.
Начала заниматься хоккеем в «Сан-Фернандо». С 15 лет играла за главную команду клуба. В 1998—1999 годах защищала цвета нидерландского «Ден Босх».
В 1991—2004 годах выступала за сборную Аргентины, провела 204 матча, забивая в среднем более 0,7 мяча за игру.
В 1993 году в составе сборной Аргентины среди юниорок выиграла чемпионат мира.
В 1996 году вошла в состав женской сборной Аргентины по хоккею на траве на летних Олимпийских играх в Атланте, занявшей 7-е место. Играла на позиции нападающего, провела 7 матчей, мячей не забивала.
В 2000 году вошла в состав женской сборной Аргентины по хоккею на траве на летних Олимпийских играх в Сиднее и завоевала серебряную медаль. Играла на позиции нападающего, провела 8 матчей, забила 5 мячей (четыре в ворота сборной Новой Зеландии, один — Австралии).
В 2004 году вошла в состав женской сборной Аргентины по хоккею на траве на летних Олимпийских играх в Афинах и завоевала бронзовую медаль. Играла на позиции нападающего, провела 6 матчей, забила 2 мяча (по одному в ворота сборных Испании и Новой Зеландии).
В 1994 году завоевала серебряную медаль чемпионата мира в Дублине, в 2002 году выиграла золото на чемпионате мира в Перте.
В 2001 году выиграла чемпионат Америки.
Трижды завоёвывала золотые медали хоккейных турниров Панамериканских игр — в 1991 году в Гаване 1995 году в Мар-дель-Плата, в 1999 году в Виннипеге.
Выиграла комплект медалей Трофея чемпионов: золото в 2001 году, серебро в 2002 году, бронзу в 2004 году.
В 2004 году завершила игровую карьеру, объяснив это в том числе желанием завести второго ребёнка.